# Gaspar Galcerán de Castro de Aragón y Pinós
Gaspar Galcerán de Castro de Aragón y Pinós (Barcelona, 15 de noviembre de 1584-Zaragoza, 13 de agosto de 1638), I conde de Guimerá, vizconde de Evol, de Alquel, Foradat, Illa, Canet y Ausbell, y las baronías de la Roca, Fréscano, Fraella, Vicien, Albero y otras, historiador y anticuario español.

## Biografía
Hijo de Felipe Galcerán de Castro y Pinós, vizconde de Evol, Illa y Canet, y de su segunda esposa Ana de Aragón y Borja, hija de los duques de Villahermosa Martín de Gurrea y Aragón y Luisa de Borja. Pretendió sucesión en los ducados de Villahermosa y de Luna, Baronías de Areños, Pedrola, Torrellas y otras, así como ser cabeza de la antigua y noble casa de Pinós.
Fue un erudito y coleccionista aficionado a las monedas y las antigüedades como Vincencio Juan de Lastanosa, en cuyo círculo de intelectuales se movió. Entró en contacto con él con poco más de veinte años (se conservan una cincuenta cartas escritas por Guimerá al joven Lastanosa). Reunió una importante biblioteca y una gran colección de manuscritos, medallas e inscripciones. 
Tras su muerte, el mecenas oscense heredó algunos de sus valiosos manuscritos, así como el Convento Mayor de San Agustín de Zaragoza y la Casa del Duque de Híjar, que heredó a la de Guimerá, pues aunque el conde estuvo casado con Isabel Inés de Eril, hija de Felipe, primer Conde de Eril, y de doña Cecilia Semanat, no dejó hijos; legando por su testamento cerrado que otorgó ante el Notario Pedro Gerónimo Martínez de Azarve, en 10 de junio de 1638, sus estados a doña Francisca Garcerán de Pinós y Fenollet, viuda de don Juan Francisco Cristóval Fernández de Hijar, Duque de Híjar y Conde de Belchite. Se mandó enterrar en el Real Convento de Predicadores de Zaragoza.

## Obras
- Tablas demostrativas de los antiguos y modernos Condes de Ribagorza. MS. que tuvo el Cronista José Pellicer y antes Fernando de Aragón, Duque de Villahermosa, quien se lo dio a Pellicer
- Sumario Genealógico de la Casa de Pinós, que publicó su Secretario don Luis de Vera.
- Discursos históricos de la vida, virtudes y acciones de la V. Duquesa D.ª Luisa de Borja.
- Inscripciones de memorias Romanas y Españolas antiguas y modernas recogidas de varios autores, Manuscrito.
- Sucesos de Antonio Pérez en el Reino de Aragón, manuscrito.
- Convento Jurídico de Zaragoza y los municipios y colonias que venían á él con otras antigüedades y su mapa, manuscrito incompleto.
- Exhortación á la Canonización del Rey D. Jaime el Conquistador
- Ilustración con notas, hechas en glosa, al título del Conde de Luna
- Privilegio del Condado de Luna de Aragón, dado por el Serenísimo Señor Rey D. Felipe I, llamado el Prudente, y en seguida: Escudo de los Aragoneses Condes de Ribagorza.*Extracto de memorias históricas, sacadas de la Iglesia de Roda y Condado de Ribagorza, con advertencias marginales.
- Cabos y apuntamientos del intento con que se ha de proseguir el trabajo de los honores de los títulos. Al Sr. Doctor Micer Vicente Ortigas.
- Cuaderno histórico de copias de varias escrituras interesantes á la historia, sacadas fielmente, con Escolios, avisos y observaciones en las márgenes para entenderlas mejor. Firmó su Prólogo en Fréscano el 15 de julio de 1621. Se conservan originales en un tomo en folio, todo escrito de su mano.
- Libro de árboles y deducciones genealógicas de linajes de Reyes, Sangre Real, de libertadores de España, de naturales y extranjeros de ella que iba observando de varios autores hasta el año de 1622.
- Primera parte de algunas cosas notables recopiladas por mí Gaspar Galcerán de Pinós y Castro, Conde de Guimerá. Comenzado en Zaragoza, año 1600, y encuadernado en Santolin en forma, año 1610. MS. en folio.
- Alfabetos generales de todas las Naciones, de que se tiene noticia que le tuvieron particular y diverso de otras. Dispútase y averíguase cuáles son falsos y cuáles son verdaderos. MS. en folio, con la fecha del año 1630.
- Cúantos fueron, los Emperadores Constantinos. MS. en folio
- Tratado de Emblemas con sus figuras en manuscrito.
- Deducción genealógica de los antiguos Reyes de las Suevias, deducida y averiguada de los Pinarios Sacerdotes de Hércules, de los Cónsules Romanos, de quienes descendieron los antiguos Duques de Suevia, Rhetia, cuyos descendientes son los de las familias Truches Dapíferos de Wvaldburg, Pincernos y Coperos de Jana, y los de la sangre de Pinós en España, averiguada por el Conde de Guimera. MS. en folio.
- Declaración de las Piedras Anulares. MS.
- Cronographia y Cosmographia de la invención de los inventores de las letras. MS. en cinco tomos, en folio,
- Cuaderno primero histórico de copias de várias escrituras convenientes para las historias
- Memorias de antigüedades trabajadas en diversos tiempos, de que hace memoria el Cronista Andrés en su Zaragoza Antigua.
- Miscelánea, con fecha de Zaragoza 25 de mayo de 1613, en folio.
- Ilustración por las márgenes á la resolución sobre el libro llamado «Verde.»Zaragoza, 1623
- Honestas recreaciones de ingeniosa conversación en diálogos. Decláranse várias monedas antiguas y modernas. MS. en folio
- Repertorium geographicum Regni Aragonum. Se ignora su paradero.
- Corrección á la Historia Apologética del Reino de Navarra escrita por D. García de Góngora y Torreblanca, ó Juan de Sada.
- Censura de los Fueros de Sobrarve Comenzada en Zaragoza, 1631, manuscrito.